# 特性乗数
数学の特に常微分方程式の分野において、特性乗数（とくせいじょうすう、英: characteristic multiplier）とは、あるモノドロミー行列の固有値のことを言う。特性乗数の対数は特性指数（characteristic exponent）として知られる。それらは周期微分作用素のフロケ理論や、フロベニウス法に現れる。